# Burlington Junction (Missouri)
Pour les articles homonymes, voir Burlington Junction.
Burlington Junction est une ville du comté de Nodaway, dans le Missouri, aux États-Unis,. Fondée en 1879, elle est située au nord-ouest du comté et également incorporée en 1879.

## Démographie
Lors du recensement de 2010, la ville comptait une population de 537 habitants. Elle est estimée, en 2016, à 501 habitants.

### Source de la traduction
- (en) Cet article est partiellement ou en totalité issu de l’article de Wikipédia en anglais intitulé « Burlington Junction, Missouri » (voir la liste des auteurs).